# 삼성전자 육상단
삼성전자 육상단은 대한민국의 육상단이다.

## 연혁
- 2000년 6월 2일 삼성전자 육상단 창단
- 2003년 4월 1일 선수단 숙소 챌린지 캠프 준공
- 2003년 6월 2일 전용 훈련장 완공
- 2007년 7월 16일 여자 선수단 숙소 이전

## 선수단

### 선수
| - 남자 장거리 - 김영진 - 권영솔 - 김민 - 고준석 - 백승호 - 장호준 - 육근태 (군복무) | - 여자 장거리 - 박호선 - 김성은 - 이숙정 - 백순정 - 염고은 - 현서용 | - 경보 - 박칠성 - 임정현 - 최병광 - 김현섭 |

### 코칭 스태프
- 감독 : 황규훈
- 수석코치 : 이민호 (경보)
- 코치 : 고정원 (남자 장거리), 김용복 (여자 장거리)
- 물리치료사 : 이상훈 (남자 장거리), 권진희 (여자 장거리), 이근형 (경보)

### 역대 주요 선수
- 이봉주

## 시설
삼성전자 육상단의 선수단 숙소와 훈련장은 챌린지 캠프라 칭하며 2003년 4월 1일 삼성전자 화성사업장 내에 선수단 숙소 큐빅 챌린지 캠프를 완공, 이후 6월 2일 대한민국 육상단 최초의 전용 훈련장인 밀레니엄 파크가 완공되었다. 2007년 7월 16일 남녀 선수단의 이원화에 따라 여자 선수단 숙소를 삼성전자 기흥사업장 내의 여자기숙사를 리모델링하여 이전하였다. 이로 인해 남자 선수단 숙소는 챌린지 캠프 화성, 여자 선수단 숙소는 챌린지 캠프 기흥으로 칭하고 있다.

## 같이 보기
- 삼성전자
- 삼성스포츠단
- 수원 삼성 블루윙즈
- 서울 삼성 썬더스
- 삼성 갤럭시
- 삼성전자 승마단